# Elk City (Oklahoma)
Elk City és una ciutat del Comtat de Beckham (Oklahoma) als Estats Units d'Amèrica.

## Història
Els primers colons de terres índies van fer-hi un petit lloc d'estada durant el transport de bestiar. La història de la ciutat comença el 1892 amb l'obertura del territori cherokee. El 1893 Joe Alle adquirí una part important de terres. S'hi instal·laren un grup de negocis per als vaquers. L'any 1901 es va vendre a "Choctaw Town site and Improvement Co." que la va legalitzar com a ciutat. Anomenada primer Crowe un grup de ciutadans va proposar que es canviés el nom pel de Busch, esperant que l'empresari Adolphus Busch hi instal·lés una cerveseria.
Passat el temps i veient que no es construiria cap fàbrica de cervesa van canviar oficialment el nom, passant a ser Elk Creek, seguint el camí d'un antic cap indi que parlava del lloc com a Elk River. La seva situació la converteix en un centre de distribució, tot i que també és important la seva producció agrícola. El 1903 uns estudis geològics determinen que hi ha gas en el subsòl, fet que contribueix més que cap altre a la modificació de la ciutat.
La Ruta 66 aportà a la ciutat milers de persones de pas cap a l'Oest. La construcció de la Interestatal 40 l'ha convertit en un destí turístic pels seguidors de la carretera mare. (National Route 66 Museum). Compta amb un centre mèdic de referència a Oklahoma
Població.

## Demografia
Segons el Cens dels Estats Units del 2000 Elk City tenia 10.510 habitants, 4.159 habitatges, i 2.819 famílies. La densitat de població era de 277,6 habitants per km².
Dels 4.159 habitatges en un 34,4% hi vivien nens de menys de 18 anys, en un 51,4% hi vivien parelles casades, en un 12,2% dones solteres, i en un 32,2% no eren unitats familiars. En el 28,1% dels habitatges hi vivien persones soles el 12,9% de les quals corresponia a persones de 65 anys o més que vivien soles. El nombre mitjà de persones vivint en cada habitatge era de 2,47 i el nombre mitjà de persones que vivien en cada família era de 3,02.
Per edats la població es repartia de la següent manera: un 27,2% tenia menys de 18 anys, un 9,5% entre 18 i 24, un 27,3% entre 25 i 44, un 20,5% de 45 a 60 i un 15,5% 65 anys o més.
L'edat mediana era de 36 anys. Per cada 100 dones de 18 o més anys hi havia 89,3 homes.
La renda mediana per habitatge era de 28.268 $ i la renda mediana per família de 35.383 $. Els homes tenien una renda mediana de 28.380 $ mentre que les dones 18.977 $. La renda per capita de la població era de 15.654 $. Entorn del 15,4% de les famílies i el 19,1% de la població estaven per davall del llindar de pobresa.

## Poblacions més properes
El següent diagrama mostra les poblacions més properes.